# WebQuest
Una WebQuest es una actividad reflexiva estructurada, que plantea una tarea atractiva utilizando recursos disponibles en la red, seleccionados con anticipación por el profesorado, con el propósito de contribuir a la administración del tiempo que los estudiantes dedican al desarrollo de ésta. Esta actividad favorece la activación de los conocimientos previos de los alumnos, la interacción de estos con los contenidos a aprender, con su profesor y con sus compañeros de clase; es decir, estimula el aprendizaje en colaboración y motiva al alumno a hacer algo con la información que recupera de internet. 
La estructura básica de la WebQuest incluye cinco apartados: introducción, tarea, proceso (en este apartado se incluyen los recursos, es decir, la lista de sitios web que el alumno deberá consultar para poder realizar las actividades, y el andamiaje, el cual brinda al estudiante una estructura de trabajo que le sirva de guía durante el desarrollo de las actividades), evaluación y conclusión.

## Origen y uso
Entre los años de 1990 y 1994 Bernie Dodge, profesor de la Universidad de San Diego se encontraba trabajando en un proyecto titulado The San Diego Microworld Project, el cual involucraba a un grupo de estudiantes que, utilizando un software diseñado por el propio Dodge, debían crear un videojuego de aventuras ambientado en una época histórica determinada. Para llevarlo a cabo, los estudiantes investigaron primero todos los aspectos relacionados con la época seleccionada, luego, definieron proyectos interdisciplinarios en los que cada uno de ellos asumió un rol específico. Al final de la actividad, pudo observarse que los participantes no solo poseían un grado mayor de conocimiento acerca de todos los aspectos de la época histórica que habían recreado en el videojuego, sino que el aprendizaje no provenía únicamente de sus consultas bibliográficas, sino también del intercambio con otros miembros de su equipo de trabajo.  
Esta primera experiencia sentaría las bases de lo que luego se convertiría en la WebQuest, la cual surgió en el año de 1995, como resultado de un curso de tecnología educativa que consistía en mostrar el funcionamiento de un software acerca del cual no había información disponible, salvo unos cuantos recursos en la web, las fotocopias de un informe al respecto, una videoconferencia acordada con un profesor que había hecho uso del programa y una llamada telefónica improvisada con uno de los creadores del software. 
A pesar de estas limitaciones Dodge pidió a sus alumnos que, con los recursos a su disposición, discutieran y decidieran si este programa era o no apto para utilizarse en el ámbito educativo. Luego de plantear la actividad, él se limitó a observar a sus estudiantes casi sin intervenir y descubrió que se encontraban verdaderamente implicados en la tarea y analizaban aspectos, ventajas y desventajas del programa en cuestión que en una clase expositiva quizá no se habrían mencionado, lo que lo llevó a pensar que se encontraba ante una nueva forma de enseñar y aprender. 
Como resultado de esta nueva experiencia, algunas semanas después Bernie Dodge describió en un primer documento las bases para la creación y utilización de la WebQuest como actividad de enseñanza-aprendizaje.  
Dodge la definió como una actividad orientada a la investigación en la que la información que se utiliza procede de internet.
Esta metodología de aprendizaje se creó con el objetivo de desarrollar en los estudiantes la capacidad de navegar por Internet, aprender a seleccionar y recuperar datos de múltiples fuentes. Consiste, en presentarle al alumnado un problema con un conjunto de recursos preestablecidos por el profesor, de modo que no se produzca una navegación simple y sin guía del alumno a través de Internet. 
Las WebQuest son utilizadas como recurso didáctico por profesores de educación elemental o superior, basado en los recursos que proporciona Internet que estimulan a los alumnos a través de la investigación a desarrollar el pensamiento crítico, la creatividad, la toma de decisiones, como así también el desarrollo de habilidades de manejo de información, como su recepción, transformación y producción, y el desarrollo de competencias relacionadas con la sociedad de la información.

## Beneficios de las Webquest
Las Webquest tiene "[...] soporte teórico [...] en las teorías constructivistas del aprendizaje y del aprendizaje colaborativo" por lo que su uso en los ambientes de aprendizaje tiene beneficios para estudiantes y docentes.
Los beneficios para estudiantes, son
- Desarrollo del habilidades de investigación, pensamiento crítico, creatividad y toma de decisiones.
- Habilidades meta cognitivas,actividades basadas en la investigación con recursos de Internet.
- Trabajo en equipo, interacción e intercambio de ideas.
- Aprendizaje contextualizado, autoaprendizaje y motivación constante.

Mientras, que para el docente, son:
- Innovar el quehacer docente e incorporar el uso de las TIC en la educación.
- Reafirmar su papel como facilitador y mediador de aprendizaje de los estudiantes.
- Ser repositorios didácticos de libre acceso.
- Favorecer la investigación acción.

## Webquest en Educación superior
En Educación Superior las Webquest favorecen el trabajo multidisciplinario, la investigación-acción y la transición de las Tecnologías de Comunicación e Información (TIC) y Tecnologías del Aprendizaje y el Conocimiento (TAC).

## Limitación
Las Webquest presentan -al mismo tiempo-, la limitación de basarse en "selecciones" de materiales valiosos revisados previamente por el profesor, por lo que no colaboran con el desarrollo completo de las Competencias para manejar información en la web, entre las cuales se destaca la habilidad para encontrar y validar información. No obstante, genera en los estudiantes un acercamiento a bibliografía digital en la que tendrán que realizar el proceso de lectura, selección y apropiación.

## Modos de realización y objetivos
Una WebQuest se construye alrededor de una tarea atractiva que provoca procesos de pensamiento superior. Se trata de impregnar de sentido la búsqueda de información. El pensamiento puede ser creativo o crítico e implicar la solución de problemas, enunciación de juicios, análisis o síntesis. La tarea debe consistir en algo más que en contestar a simples preguntas o reproducir lo que hay en la pantalla. Idealmente, se debe corresponder con algo que en la vida normal hacen los adultos fuera de la escuela. (Starr, 2000b:2)
Para desarrollar una WebQuest es necesario crear un sitio web que puede ser construido con un editor HTML de tipo visual o WYSIWYG (por ejemplo, Exe Learning o Kompozer), un servicio de blog o incluso un procesador de textos que pueda guardar archivos como una página web (documentos html).
No hay que confundir una webquest con "caza del tesoro". Una "caza del tesoro" tiene también utilización como recurso didáctico para apoyar búsquedas de información, pero es más sencilla. En ella se plantean una serie de preguntas sobre un tema que se pueden contestar visitando enlaces de páginas relacionadas con el tema. Muchas veces se hace una pregunta principal al final para comprobar los conocimientos adquiridos sobre el tema.
En Brasil existen diversas experiencias sobre trabajo con WebQuest publicadas en el sitio de la Escola do Futuro, Colégio SAA, Colégio Dante Alighieri, Mackenzie, SENAC y Colégio Marista de Maceió.

## EXeLearning
En el trayecto formativo de Profesores Universitarios en Comunicación Social de la Universidad Nacional de Córdoba se emplea el uso de la plataforma eXeLearning para el armado de las WebQuest. El programa es un software libre, de código abierto. Los recursos elaborados con eXeLearning pueden exportarse en diferentes formatos: IMS, SCORM 1.2, SCORM 2004, ePub3, HTML5. También como páginas web navegables. 
EXeLearning creció gracias a la colaboración del fondo de la Comisión de Nueva Zelanda y fue dirigido por la Universidad de Auckland, y Politécnica de Tairawhiti. En el año 2013 eXeLearning se convirtió en una aplicación web (desarrollada en Python + Ext JS) que puede utilizarse con el navegador preferido por el usuario.

## Componentes de la WebQuest
Introducción: Brinda información general del tema. El objetivo principal de esta etapa es presentar una propuesta atractiva que motive a los alumnos.
Tarea: Define cuál es la tarea que tiene que realizar el alumno. También explica cuál será el producto final que se espera de la investigación propuesta en la WebQuest, como por ejemplo: una presentación multimedia, una exposición verbal, un video.
Proceso: Establece cada paso que el alumno debe realizar determinando las diferentes actividades, puntos de vista y roles que cada estudiante debe desarrollar.  
Recursos: Contiene la lista de sitios Web que el profesor ha seleccionado para que el estudiante realice la tarea. Existen variedad de materiales: artículos científicos, producciones gráficas, audiovisuales, radiales. En algunos casos, las WebQuest incluyen los Recursos en la sección correspondiente al Proceso.
Evaluación: Define los criterios de evaluación del trabajo, los cuales deben ser precisos, claros, consistentes y específicos para el conjunto de Tareas. Aquí queda establecido lo que los alumnos deben realizar con el conocimiento y cómo se valorará dicho conocimiento.
Conclusión: Presenta la experiencia y la reflexión acerca del proceso. ¿Qué se aprendió y cómo se puede mejorar? 
Otros componentes a considerar en las WebQuest: 
Créditos: hace referencia a los autores de la WebQuest, conteniendo sus datos personales y diferentes vías de contacto (correo electrónico, blog, redes sociales, etc.) 
Guía didáctica: información sobre el material, el espacio curricular al que se destina, la temporalización, los objetivos que se persiguen, destinado a los profesores que quieran utilizar la WebQuest realizada.  

## Tipos y características de las webquest
Corta duración

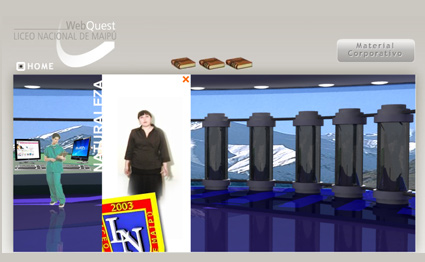
Captura página WebQuest Liceo Nacional de Maipú, se muestra parte del material existente ahí.

- Objetivo: La meta educacional de una WebQuest a corto plazo es la adquisición e integración del conocimiento de un determinado contenido de una o varias materias.
- Duración: se diseña para ser terminado de uno a tres períodos de clase.

Larga duración
- Objetivo: Extensión y procesamiento del conocimiento (deducción, inducción, clasificación, abstracción, entre otros)
- Duración: Entre una semana y un mes de clase

Miniquest
- Objetivo: Es una versión de las WebQuests que se reduce a solo tres pasos: introducción (Escenario), tarea y resultado (Producto). Es una buena manera de iniciar al alumnado en la utilización de las TIC.
- Duración: Se puede llevar a cabo en 50 minutos.

## Evaluación
La evaluación de una WebQuest forma parte de lo que se ha llamado Evaluación Formativa o Valoración Integral. Este tipo de valoración se realiza fundamentalmente con el fin de obtener información que permita orientar al estudiante para que alcance los objetivos de aprendizaje establecidos. Es una actividad sistemática y continua, que tiene por objeto proporcionar la información necesaria sobre el proceso educativo, para reajustar sus objetivos, revisar críticamente los planes, los programas, los métodos y recursos, orientar a los estudiantes y retroalimentar el proceso mismo.
El rendimiento de los estudiantes puede ser evaluado mediante el método denominado Rúbrica o Matriz de Valoración. Este instrumento facilita la evaluación del desempeño de los estudiantes, especialmente, en temas complejos, imprecisos o subjetivos. Se puede describir como una matriz de criterios específicos que permiten asignar un valor, basándose en una escala de niveles de desempeño y un listado de aspectos que evidencian el aprendizaje, los conocimientos y/o las competencias alcanzadas por el estudiante en un tema particular. 

### Esquema básico de Rúbrica

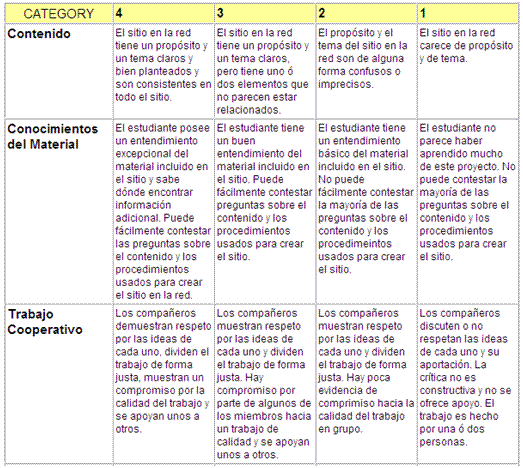
Modelo de Rúbrica o grilla de evaluación

Esta herramienta sirve para establecer o consultar cómo va a ser el proceso de aprendizaje del estudiante.  La matriz contiene un listado de aspectos específicos y fundamentales que permiten cuantificar, sobre la base de unos criterios de desempeño definidos, el aprendizaje, los conocimientos y las competencias logrados por el estudiante durante el desarrollo de una WebQuest. 
Este instrumento ofrece las siguientes ventajas:
- Promueve expectativas claras, pues muestra cuáles son los desempeños que los estudiantes deben alcanzar.
- Enfoca al docente, ayudándole a determinar de manera específica los criterios con los cuales va a medir y documentar el progreso del estudiante.

- Permite al docente describir cualitativamente los distintos niveles de logro que el estudiante debe alcanzar.
- Permite al docente retroalimentación sobre la efectividad del proceso de enseñanza que está utilizando.
- Ayuda a centrar el proceso de enseñanza/aprendizaje en los objetivos y en los estándares de desempeño establecidos.
- Reduce la subjetividad en la evaluación.
- Es fácil de utilizar y de explicar a los estudiantes.
- Permite que el estudiante se auto-evalúe y haga una revisión final de su trabajo, antes de entregarlo al docente.
- Indica al estudiante con claridad las áreas en las que tiene falencias y con ese conocimiento planear con el docente los correctivos a aplicar.

### Recomendaciones para su elaboración
Existen diversas formas de elaborar una Rúbrica; sin embargo, Stevens & Levi (2005) proponen cuatro fases para elaborarlas:
Fase 1: Reflexionar. Los docentes requieren tomarse un tiempo para determinar qué desean que sus estudiantes aprendan con una consigna determinada, por qué han diseñado dicha tarea, qué sucedió la última vez que la realizaron con un grupo de estudiantes y, cuáles son sus propias expectativas. Si es del caso, es recomendable analizar trabajos anteriores elaborados por los estudiantes y seleccionar el mejor de estos para tomarlo como modelo. 
Fase 2: Listar. Las actividades de esta fase se enfocan en los detalles particulares de la tarea/consigna y en los objetivos de aprendizaje/competencias específicos que se espera que los estudiantes alcancen al finalizarla. Debe haber coherencia entre los objetivos y la tarea. 
Fase3: Agrupar y etiquetar. Los docentes organizan los resultados de las fases 1 y 2 agrupando expectativas similares para establecer tanto las dimensiones, como los aspectos a evaluar de la tarea/consigna. También se determina, expresado en porcentaje, la importancia relativa de cada aspecto en el desarrollo de la tarea. 
Fase 4: Elaborar. En esta fase se definen los niveles de desempeño esperados y se describe una gradación de la calidad de estos frente a cada uno de los aspectos. Cada nivel es claramente diferente del siguiente y tal diferencia es progresiva. La redacción de los criterios de desempeño debe ser muy clara, especialmente para los estudiantes. Para elaborar la matriz de criterios resulta conveniente establecer, para cada uno de los aspectos, el mayor y el menor criterio de desempeño esperado. Posteriormente, se describen los criterios intermedios entre el mayor y el menor. Estos criterios de desempeño específicos deben describirse lo más claramente posible para que permitan establecer con claridad qué tanto ha aprendido el estudiante en cada aspecto.